# Ricardo Silva Arriagada
Ricardo Silva Arriagada (Los Ángeles, 1847 - Santiago de Chile, 1929) fue un militar chileno que combatió en la Guerra del Pacífico.

## Biografía
Fue hijo de Matías de Silva y María Cruz Arriagada López-Tiznado, originario de la aristocracia militar de la región del Bío-Bío. 
Luego de su participación en la Ocupación de la Araucanía, combatió en la Guerra del Pacífico junto a sus sobrinos José Antonio, Abel y Federico Aníbal Garretón Silva. Siendo teniente del batallón 4.º de línea fue el encargado de izar la bandera chilena sobre el morro luego del triunfo chileno en la batalla de Arica el 7 de junio de 1880. El relato de la batalla que hizo al historiador Nicanor Molinare contradice en muchos aspectos —como las circunstancias de la  muerte del coronel Francisco Bolognesi— las versiones oficiales de la historia. Su intervención personal salvó de la matanza indiscriminada que siguió a la batalla a varios oficiales peruanos prisioneros, entre ellos el teniente coronel Roque Sáenz Peña, futuro presidente de Argentina.

La vida en aquel momento era un capricho del destino; Ud nos la acordó conteniendo la matanza en favor del comandante La Torre y del que firma, y puede usted tener la seguridad de que los dos recordamos su acción y su nombre. Cuando estuve prisionero en Chile, tuve ocasión de declarar que fue ud. el primer oficial chileno que piso el Morro de Arica y contuvo el exterminio de heridos y prisioneros.
Roque Sáenz Peña.

Finalizada la guerra, y por petición del Congreso chileno, fue ascendido al rango de coronel. Años más tarde llegó a ser Comandante del batallón Los Ángeles. Retirado del ejército desempeñó el cargo de gobernador.
Dos de sus hermanos militares participaron en la Ocupación de la Araucanía y Guerra del Pacífico: Nicanor Silva Arriagada y Matías Silva Arriagada.

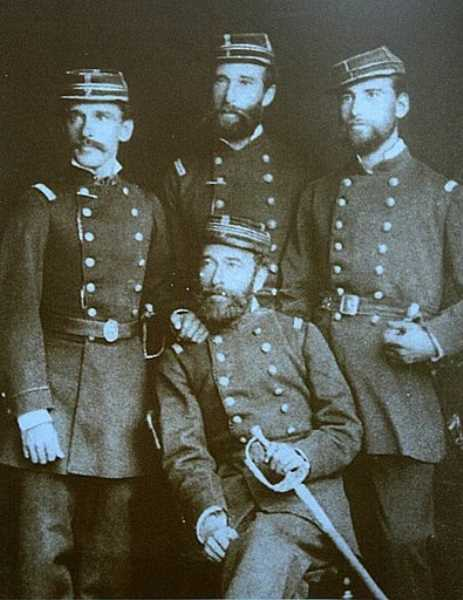
Los hermanos José Antonio, Abel y Federico Aníbal Garretón Silva, aparecen con su tío Ricardo Silva Arriagada (sentado).